# Vinlandskapet Langhe-Roero och Monferrato

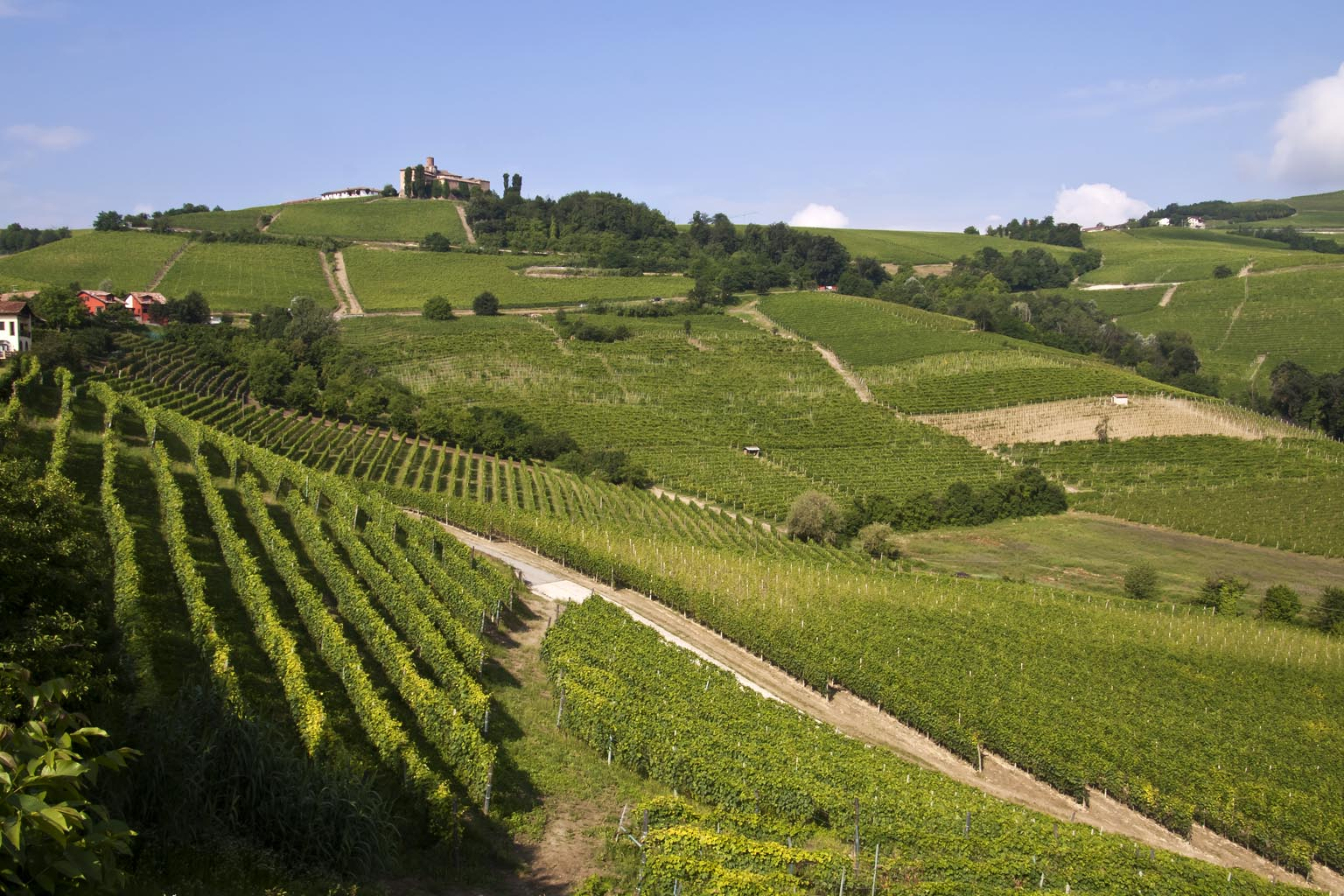
Vinodlingar i Langhe.

Vinlandskapet Langhe-Roero och Monferrato är samlingsnamnet på fem vinproducerande områden i den italienska regionen Piedmonte samt slottet i Grinzane Cavour. Vinlandskapet, som omfattar 10 789 hektar, upptogs på Unescos lista över världsarv år 2014.
Området, som av Unesco betecknas som ett kulturlandskap ligger  i provinserna Cuneo, Asti och  Alessandria och sträcker sig över kullarna i Langhe och Monferrato. Det är ett av Italiens viktigaste vinproducerande områden.
Världsarvet består av följande delar:
1. Langhe med Barolo. Vinodlingarna runt byarna Barolo, La Morra och Serralunga d’Alba
2. Slottet i Grinzane Cavour och byns vin
3. Kullarna med Barbaresco. Vinodlingar runt byarna Barbaresco och Neive
4. Nizza Monferrato med  Barbera. Vinodlingar runt Nizza Monferrato
5. Canelli med Asti Spumante. Stora underjordiska källare där mousserande viner lagras
6. Monferrato med Infernot. Området nära Casale Monferrato, där vinkällare (infernot) har grävts in i kullarna